# 兰州理工大学

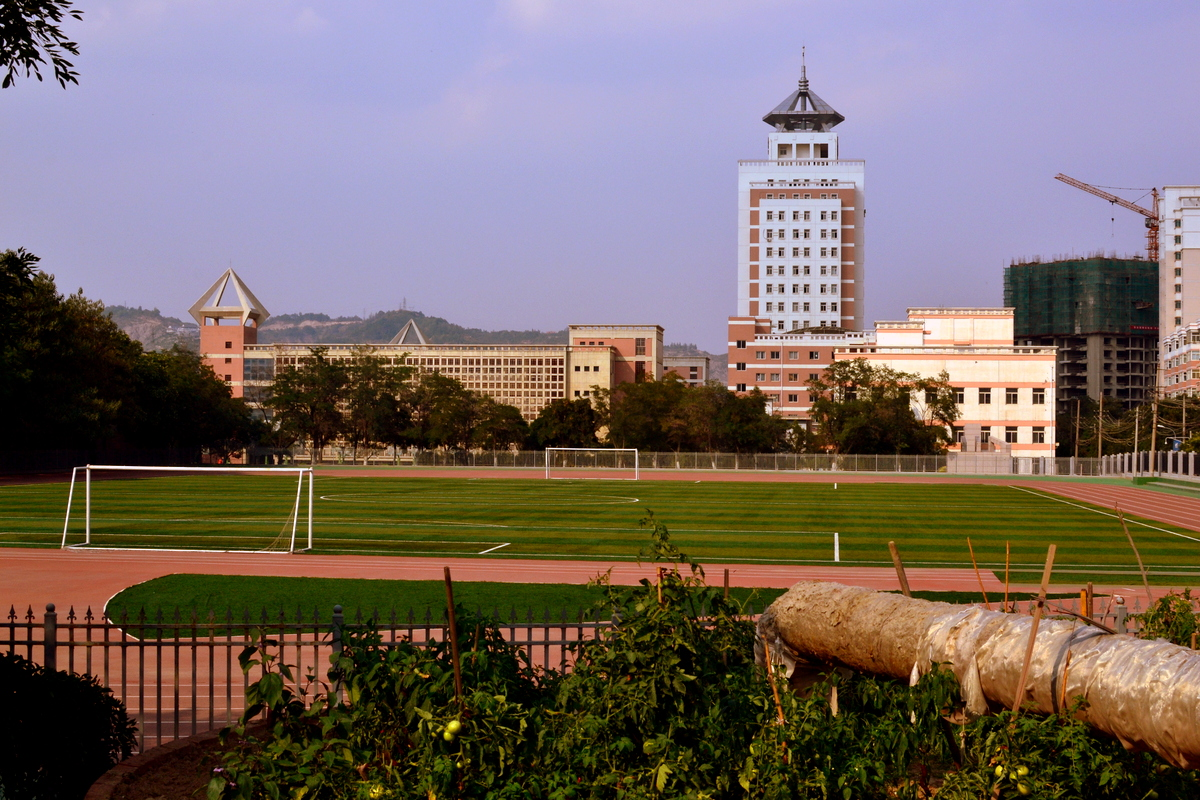
校园

兰州理工大学位于甘肃省省会兰州市七里河区，原名甘肃工业大学，2003年更名为兰州理工大学。是甘肃省人民政府、中华人民共和国教育部和国家国防科技工业局共建高校。
兰州理工大学始于1919年创建的甘肃省立工艺学校，牛載坤任校長。1953年学校更名为“甘肃省兰州工业学校”，隶属于时甘肃省工业厅，1958年将甘肃交通大学并入，同年10月1日正式命名为“甘肃工业大学”。1965年学校隶属于第一机械工业部，同时将东北重型机械学院和北京机械学院的水力机械、化工机械、石油矿场机械和焊接工艺及设备专业成建制全部迁入，并从湖南大学、合肥工业大学抽调一批教师来校工作。1998年学校转制为“中央与地方共建，以地方管理为主”的院校。2003年更名为兰州理工大学。

## 概况
学校现有校本部与西校区2校区，两个校区占地面积2430亩，校舍建筑面积105万平方米；图书馆馆藏图书186.46万册，数字资源10850GB；固定资产总值达16.8亿元。学校设有17个学院、1个教学研究部。全校教职工总数为2309人，其中专任教师1446人，与中国科学院、中国工程院共享院士2人，教授、副教授等副高级以上职称729人。学校有普通本专科生22730人、研究生3962人、成人本专科生17363人。
校训：奋进求是；精神：以“艰苦奋斗，自强不息，求真务实，开拓创新”为主要内涵的红柳精神。

## 沿革

### 甘肃省立工艺学校（1919-1952年）
1919年5月，甘肃省署创办甘肃省立工艺学校，委任牛载坤为第一任校长；
1921年，改制为甘肃省立甲种工业学校，具有实业救国思想的水枏继任校长；
1924年，为甘肃省立工业学校；
1927年，为甘肃省立工科职业学校；
1929年，为甘肃省立第一工业学校；
1936年，为甘肃省立兰州工业职业学校；
1944年，改为甘肃省立兰州高级工业职业学校；
1949年8月26日，兰州宣告解放，甘肃省立兰州高级工业职业学校；
1950年12月，甘肃省委任命周笃彦为第一副校长，1956年1月，改任校长。

### 甘肃省兰州工业学校（1952-1958年）
1952年11月26日，经西北军政委员会教育部批准，学校改名为甘肃省兰州工业学校（简称兰州工校），归属甘肃省工业厅领导。
1954年，国家电机制造工业部领导学校，关系由地方转移到中央。
1956年，城市建设部和电机制造工业部协商决定，把土木科从兰州工校分离出来，另建立由城市建设工业部领导的、城市建设总局代管的兰州城市建设工程学校，并投入基本建设资金，平整校址场地，修建了第一幢教学楼(即今7号楼)，筹建工作开始。
1952年，报经甘肃省工业厅同意，兰州市政府批准，在兰州市七里河区兰工坪划拨土地420亩，建设永久性新校舍。
1954年下半年，经过全校师生的共同努力，学校由萃英门旧址迁入兰工坪新址。
1953年10月，将纺织科三年级学生24名和教职员工8人，合并于陕西咸阳纺织工业学校。同年9月，秦安、临洮两县工业学校的化工科并入学校。

### 甘肃工业大学（1958-2003年）
1958年4月，中共甘肃省委决定将学校改建为兰州工学院。9月，中共甘肃省委、省人民委员会决定将甘肃交通大学并入兰州工学院，组建甘肃工业大学，10月正式命名。
1965年3月，学校划归国家第一机械工业部，同时将哈尔滨工业大学富拉尔基分校（现燕山大学）的水力机械、化工机械、石油矿场机械和北京机械学院（现西安理工大学）的焊接工艺及设备等专业整建制迁入，并从湖南大学、合肥工业大学等重点高校抽调一批优秀基础课教师充实到学校师资队伍。
1971年，学校开始招收工农兵学员，在机械制造、铸造、焊接、水力机械、液压传动、化工机械、工业与民用建筑等7个专业共招收学生382名，学制为3年。到1976年，学校共招收了7届学员，计2020名（含工人试点班）。
1981年，国务院学位委员会批准学校为国内首批硕士学位和学士学位授予单位，流体机械及流体动力加工学科为具有硕士学位授予权；机制、铸造、焊接、热处理、水机、液压、矿机、化机、工企、工民建等10个专业均具有学士学位授予权。
1998年8月，学校由机械工业部领导转制为“中央与地方共建，以地方管理为主”的院校。
2000年，学校开始筹建西校区。

### 兰州理工大学（2003年至今）
2003年4月，经教育部、甘肃省人民政府批准，学校更名为兰州理工大学。
2004年5月，学校被全国绿化委员会授予“全国绿化模范单位”称号。
2012年12月，东南大学对口支援兰州理工大学正式签约，成为甘肃省第二家得到教育部高校对口支援的高校，也是2012年教育部推出对口支援6所高等学校之一，并成为国家“中西部高等教育振兴计划”重点建设高校。
2013年3月，学校设立兰州理工大学研究生院。
2013年9月，学校在酒泉市设立新校区，与酒泉市政府共建兰州理工大学新能源学院。同时，兰州理工大学温州研究生分院在浙江成立。
2015年8月，甘肃省人民政府与中华人民共和国工业与信息化部国家国防科技工业局签署共建兰州理工大学，成为甘肃省第一所省局共建重点大学。
2016年6月，国家国防科技工业局在“国防科技工业创新大会”和“国防科技创新基地和特色学科座谈会”上对兰州理工大学进行共建授牌；7月数据显示，兰州理工大学工程学学科（Engineering）首次进入ESI世界排名前1%行列。
2017年7月，甘肃省政府、教育部、国家国防科技工业局联合签署《关于共建兰州理工大学的意见》，这标志着兰州理工大学成为甘肃省第二所省部共建高校。
2021年2月2日，经中华人民共和国教育部批准，原属兰州理工大学管理的独立学院兰州理工大学技术工程学院脱离该校管理，并转设为民办普通高等学校兰州信息科技学院，由北京爱因生教育投资有限责任公司全资持有。

## 学院
学校共设有17个二级学院：
研究生学院、材料科学与工程学院、机电工程学院、能源与动力工程学院、电气工程与信息工程学院、计算机与通信工程学院、石油化工学院、土木工程学院、设计艺术学院、经济管理学院、理学院、人文学院、生命科学与工程学院、外国语学院、现代网络教育学院、继续教育学院、技术工程学院。
1个教学部：体育教学研究部。 
12个省级重点学科：材料科学与工程、动力工程及工程热物理、控制科学与工程、电气工程、机械工程、土木工程、计算机科学与技术、化学工程与技术、有色金属冶金与新材料、制造业信息化系统、液压传动与控制、企业管理。
3个博士后科研流动站：材料科学与工程、土木工程、机械设计制造及其自动化。
5个一级学科博士点：材料科学与工程。
25个二级学科博士点：机械制造及其自动化、材料物理与化学、材料学、材料加工工程、流体机械及工程、控制理论与控制工程、结构工程等。
9个一级学科硕士点，64个二级学科硕士点，17个工程硕士、64个高校教师在职攻读硕士学位授权领域、1个工商管理硕士（MBA）专业授权点，52个本科专业，5个国家特色专业建设点。

## 学校各校区地址
兰工坪校区     地址：兰州市七里河区兰工坪路287号，邮编：730050
彭家坪校区     地址：兰州市七里河区彭家坪路36号，邮编：730050
酒泉校区        地址：酒泉市肃州区解放路66号，邮编：735000
研究生院        地址：兰州市七里河区兰工坪路287号，邮编：730050
温州研究生分院   地址：温州市永嘉县瓯北城市新区罗东科技教育产业园，邮编：325105